# Prix Méduse
Le prix Méduse est un prix littéraire annuel, créé en 2022 par David Frèche, entrepreneur de la mode et du design. Amoureux de littérature et désireux de redonner vie à la librairie L'Écume des pages de Saint-Tropez, il destine ce prix à la célébration « de la jeunesse, de l’originalité et du talent »,.

## Liste des lauréats
- 2022 : Blandine Rinkel pour Vers la violence (Fayard)[3],[4].
- 2023 : Alice Renard pour La Colère et l'Envie (également  prix de l'Académie française Maurice-Genevoix 2024 [5] et Prix littéraire de la vocation 2023), éditions Héloïse d'Ormesson[6],[7].
- 2024 : Clémentine Mélois pour Alors c'est bien (Gallimard)[8].
- 2025 : Raphaël Sigal pour Géographie de l’oubli (Robert Laffont)[9].